# Bibi Babycare
bibi ist eine 1938 gegründete Schweizer Marke im Besitz der Lamprecht AG, unter der Babyartikel in Regensdorf (ZH) hergestellt und weltweit vertrieben werden. bibi ist der einzige Schweizer Nuggi-Produzent und im Bereich Babycare bei Schnullern und Babyflaschen schweizweit Marktführer. 

## Geschichte

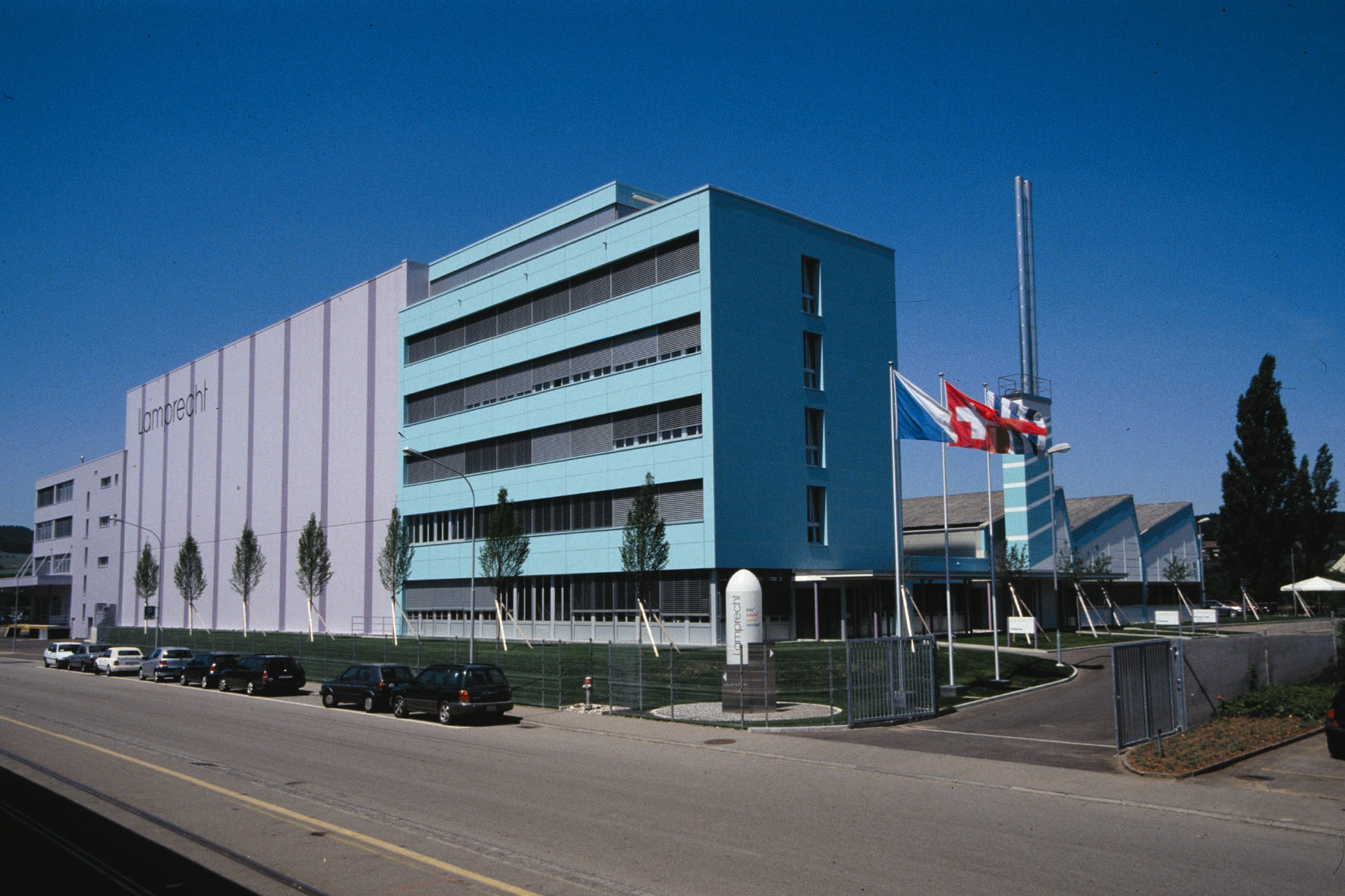
Sitz der Lamprecht AG in Regensdorf, Zürich.

bibi-Jubiläumslogo 2013

Die Firma Lamprecht AG wurde 1884 von Max Bertschinger als Gummiwarenfabrik in Zürich gegründet. 1908 übernahm Fritz Lamprecht die Fabrik, die seither in Familienbesitz ist. Die Marke bibi wurde 1938 in der Schweiz eingetragen, im Jahr 1988 erfolgte die internationale Registrierung. Im Firmenbesitz befinden sich auch die Marken ceylor (Präservative), sanor (Bandagen) und emosan (Wärmewäsche).
Nuggi und Sauger gehören seit der Gründung zum Kernsortiment. Zunächst wurden sie ausschließlich aus Latex hergestellt, indem sie aus Latexplatten gestanzt und zusammengeklebt wurden. Um das Jahr 1900 wurden sie durch getauchte, nahtlose Sauger abgelöst. 1986 startete die Produktion von Schnullern und Saugern aus Silikon. 2013 feiert bibi sein 75. Jubiläum. Die Lamprecht AG, und damit auch die Marke Bibi, wurde 2019 von Medela  übernommen.

## Produktionsstandort Schweiz

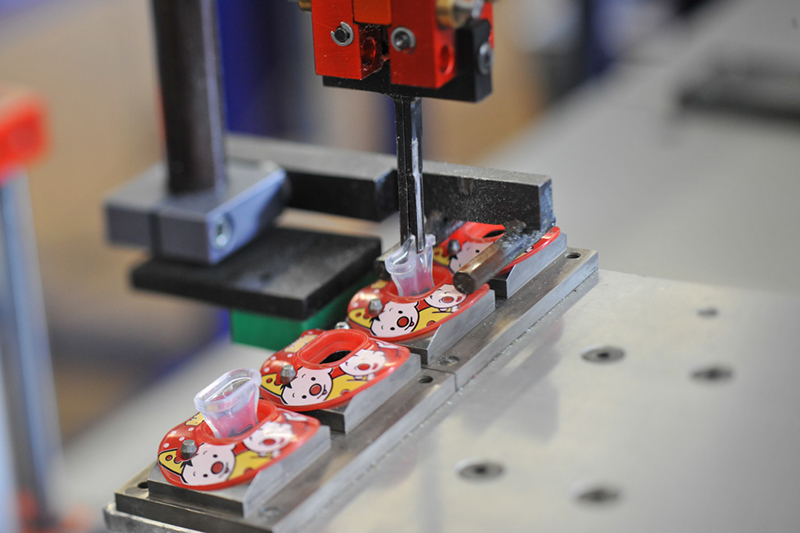
bibi Nuggi-Montage in der Manufaktur in Regensdorf, Zürich.

bibi ist der einzige Schweizer Nuggi-Produzent. Alle Schnuller werden ausschließlich in Regensdorf bei Zürich hergestellt. Bei der Produktentwicklung setzt bibi auf eine Zusammenarbeit mit Wissenschaftlern und Experten wie z. B. Hebammen, Mütter- und Stillberaterinnen, Logopäden, Zahnärzte, aber auch Eltern.
Der Schweizer Produktionsstandort und permanente Einzelkontrollen sind Bestandteil des Qualitätsprozesses der Firma. Nach Herstelleraussage sind bibi Babycare-Artikel frei von Bisphenol A, Bisphenol S, Weichmachern und sonstigen Schadstoffen. Vom Verbrauchermagazin Öko-Test erhielt der bibi-Nuggi im Jahr 2012 neben 9 anderen Produkten das Testurteil «sehr gut».

## Produktgruppen
- Nuggi, Nuggihalter
- Babyflaschen, Sauger
- Trink-Lernflaschen mit verschiedenen Saug-Aufsätzen
- Ess-Lernprodukte, Lätzchen
- Beissringe
- Sicherheitsartikel
- Pflege- und Hygieneartikel
- Zubehör

## Soziales Engagement
bibi unterstützt Projekte der Schweizer Entwicklungsorganisation Helvetas, sowie der Stiftung Mütterhilfe Schweiz. 
Gemeinsam mit Helvetas konnte z. B. am Weltwassertag 2010 eine grosse Aktion auf dem Bundesplatz in Bern realisiert werden.